# Ізлінгтон (боро)
І́злінгтон (англ. London Borough of Islington, МФА: [ˈɪzlɪŋtən]) — боро Лондона. Було утворене 1965 року в результаті злиття метрополітанських боро Ізлінгтон і Фінсбері.

## Території
- Аппер Голловей
- Бансбері
- Гайбері
- Гайгейт
- Голловей
- Ейнджел
- Ерквей
- Кенонбері
- Клеркенвелл
- Ізлінгтон
- Кінгз-Кросс
- Лавер Голловей
- Мілдвей
- Негз Гед
- Ньювінгтон Грін
- Олд Стріт
- Пентонвілл
- Сент-Люкс
- Таффнел-Парк
- Фаррінгдон
- Фінсбері
- Фінсбері-Парк